# ديك هوب
ديك هوب (بالإنجليزية: Dick Hope)‏ (1890 بغلاسكو في المملكة المتحدة - 1969 بغلاسكو في المملكة المتحدة) هو لاعب كرة قدم بريطاني (وحمل سابقاً جنسية المملكة المتحدة لبريطانيا العظمى وأيرلندا) في مركز الهجوم. لعب مع ستوك سيتي وPort Glasgow F.C. ‏.